# Meranda infirmata
Meranda infirmata là một loài bướm đêm trong họ Noctuidae.